# Нейтральні та неприєднані європейські держави
Нейтральні та неприєднані європейські держави, іноді відомі під абревіатурою NN states були неофіційним угрупуванням держав у Європі часів холодної війни, які не входили ні до НАТО, ні до Варшавського пакту, але були або нейтральними, або членами Руху неприєднання. Група об’єднала нейтральні країни Австрію, Фінляндію, Швецію та Швейцарію, з одного боку, і позаблокову СФР Югославію, Кіпр і Мальту, з іншого боку, які спільно зацікавлені у збереженні своєї незалежної позаблокової позиції щодо НАТО, Європейської економічної спільноти, Варшавського пакту і Ради економічної взаємодопомоги. Сформовані та порівняно високорозвинені європейські нейтральні країни сприймали співпрацю з неприєднаними країнами (зокрема, з СФР Югославією як одним із лідерів групи) як спосіб відстоювання миру, роззброєння та стримування супердержав більш рішуче, ніж їхня обмежена попередня співпраця дозвіл.
Група співпрацювала в рамках Наради з безпеки та співробітництва в Європі (НБСЄ), намагаючись зберегти результати Гельсінських угод. У цьому контексті Югославія співпрацювала з Австрією та Фінляндією щодо посередництва між блоками, організувала другий саміт НБСЄ в 1977 році в Белграді та запропонувала проекти щодо захисту національних меншин, які досі діють і є невід’ємною частиною положень ОБСЄ щодо прав меншин.

## Подальше читання
- Hanna Ojanen, ред. (2003). Neutrality and non-alignment in Europe today (PDF). Finnish Institute of International Affairs. ISBN 951-769-151-3.
- Mark Kramer, ред. (2021). The Soviet Union and Cold War Neutrality and Nonalignment in Europe. Lexington Books. ISBN 9781793631930.
- S. Victor Papacosma, ред. (1989). Europe's neutral and nonaligned states: between NATO and the Warsaw Pact. Wilmington. ISBN 0842022694.